# Le Portrait de Manon

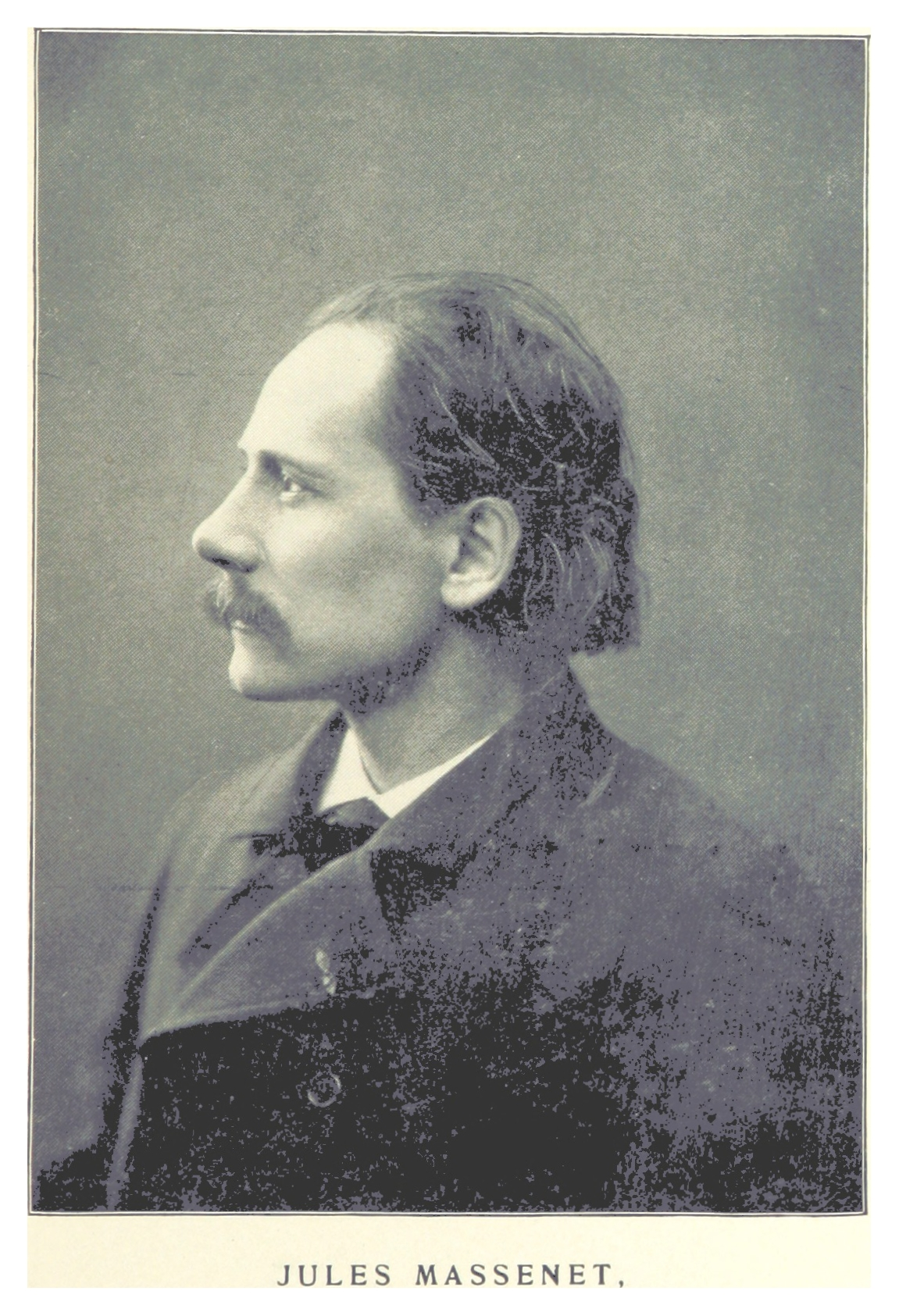
Jules Massenet

Le Portrait de Manon (Porträttet av Manon)  är en opéra comique i en akt med musik av Jules Massenet och libretto av Georges Boyer.

## Historia
Med Le Portrait de Manon försökte Massenet skapa en fortsättning på sin största succé, Manon, men den hade inte tillnärmelsevis samma framgång. Massenet arbetade med operan 1893 och den hade premiär den 8 maj 1894 på Opéra-Comique i Paris. 

## Personer
- Des Grieux (baryton)[1]
- Tiberge (tenor)
- Jean de Moncerf (mezzosopran)
- Aurore (sopran)

## Handling
Des Grieux har blivit gammal och minns sin ungdom. Hans käraste ägodel är ett porträtt av sin ungdoms kärlek Manon. Hans brorson Jean de Moncerf har förälskat sig i flickan Aurore. Des Grieux anser att flickan inte är värdig nevön. Jean och Aurore hittar porträttet och klär upp Aurore (som råkar vara Manons niece) till en kopia av Manon på porträttet. Des Grieux blir rörd av ungdomarnas hyllning och välsignar deras förbindelse.